# Pyrrhura calliptera
Il parrocchetto pettobruno (Pyrrhura calliptera (Massena e Souancé, 1854)) è un uccello della famiglia degli Psittacidi.

## Descrizione
Specie di taglia attorno ai 22 cm, affine al P. melanura, si diversifica soprattutto per il bordo alare giallo e per un segno rosso dietro l'orecchio. 

## Distribuzione e habitat
Vive sulla Cordigliera delle Ande nella parte colombiana a quote tra i 1800 e i 3000 metri.

## Conservazione
La Lista rossa IUCN classifica Pyrrhura calliptera come specie vulnerabile.